# Greasemonkey
Greasemonkey – rozszerzenie dla przeglądarki Mozilla Firefox, które umożliwia instalowanie
skryptów w języku skryptowym JavaScript, dokonujących zmian w stronach WWW w trakcie ich wykonywania.
Pozwala to na ingerencję w stronę internetową przez użytkownika i zmianę wyglądu, a także dodawanie lub usuwanie funkcji na tej stronie. Skrypt może napisać każdy znający język JavaScript. W sieci dostępne są również gotowe skrypty stworzone przez innych użytkowników.
Istnieją też rozwiązania pozwalające uruchamiać skrypty użytkownika na innych przeglądarkach internetowych:
- Tampermonkey: dla Chrome, dla Opera